# HD 32147
HD 32147 ( eller HR 1614) är en ensam stjärna i den norra delen av stjärnbilden Eridanus som också har Gouldbeteckningen 183 G. Eridani. Den har en skenbar magnitud av ca 6,21 och är mycket svagt synlig för blotta ögat där ljusföroreningar ej förekommer. Baserat på parallaxmätning inom Hipparcosuppdraget på ca 114,8 mas, beräknas den befinna sig på ett avstånd på ca 28 ljusår (ca 9 parsek) från solen. Den rör sig bort från solen med en heliocentrisk radialhastighet på ca 21 km/s.
En studie från 2015 uppskattar att HD 32147 om ca 10 460 år kommer att ligga på ett avstånd från solen av 1,8 ljusår (0,55 parsek), även om andra studier förutspår en perihelionpassage vid 0,65–1,30 ljusår om 1,4 miljoner år.

## Egenskaper
HD 32147 är en orange till gul stjärna i huvudserien av spektralklass K3 V. Den har en massa som är ca 0,84 solmassor, en radie som är ca 0,78 solradier och har ca 0,31 gånger solens utstrålning av energi från dess fotosfär vid en effektiv temperatur av ca 4 900 K.
HD 32147 anses vara en metallrik dvärgstjärna, vilket innebär att den visar en ovanligt hög del av element som är tyngre än helium i dess spektrum. Denna metallicitet ges i förhållande mellan järn och väte, jämfört med solen och för HD 32147 är detta förhållande ca 90 procent högre än solens. Aktivitetscykeln för stjärnan är 11,1 år lång.
HD 32147 ingår i en rörelsegrupp av åtminstone nio stjärnor med gemensam egenrörelse genom rymden. Medlemmarna i gruppen har samma överskott av tunga element som HD 32147, vilket kan tyda på ett gemensamt ursprung för stjärnorna. Den relativa hastigheten för gruppen i förhållande till solen är 59 km/s. Den uppskattade åldern för denna grupp är 2 miljarder år, vilket tyder på en motsvarande ålder för denna stjärna.